# OR7G3
OR7G3 (англ. Olfactory receptor family 7 subfamily G member 3) – білок, який кодується однойменним геном, розташованим у людей на короткому плечі 19-ї хромосоми. Довжина поліпептидного ланцюга білка становить 312 амінокислот, а молекулярна маса — 34 439.
| 10         |  | 20         |  | 30         |  | 40         |  | 50         |
| ---------- |  | ---------- |  | ---------- |  | ---------- |  | ---------- |
| MKAGNFSDTP |  | EFFLLGLSGD |  | PELQPILFML |  | FLSMYLATML |  | GNLLIILAVN |
| SDSHLHTPMY |  | FLLSILSLVD |  | ICFTSTTMPK |  | MLVNIQAQAQ |  | SINYTGCLTQ |
| ICFVLVFVGL |  | ENGILVMMAY |  | DRFVAICHPL |  | RYNVIMNPKL |  | CGLLLLLSFI |
| VSVLDALLHT |  | LMVLQLTFCI |  | DLEIPHFFCE |  | LAHILKLACS |  | DVLINNILVY |
| LVTSLLGVVP |  | LSGIIFSYTR |  | IVSSVMKIPS |  | AGGKYKAFSI |  | CGSHLIVVSL |
| FYGTGFGVYL |  | SSGATHSSRK |  | GAIASVMYTV |  | VTPMLNPLIY |  | SLRNKDMLKA |
| LRKLISRIPS |  | FH         |  |            |  |            |  |            |

A: Аланін

C: Цистеїн

D: Аспарагінова кислота

E: Глутамінова кислота

F: Фенілаланін

G: Гліцин

H: Гістидин

I: Ізолейцин

K: Лізин

L: Лейцин

M: Метіонін

N: Аспарагін

P: Пролін

Q: Глутамін

R: Аргінін

S: Серин

T: Треонін

V: Валін

Кодований геном білок за функціями належить до рецепторів, g-білокспряжених рецепторів, білків внутрішньоклітинного сигналінгу. 
Локалізований у клітинній мембрані, мембрані.